# لا کروز (نارینیو)
لا کروز (انگلیسی: La Cruz, Nariño) نام شهری در کشور کلمبیا است.